# Балка Кринична (притока Жовтої)
Балка Кринична — балка (річка) в Україні у Кам'янському районі Дніпропетровської області. Ліва притока річки Жовтої (басейн Дніпра).

## Опис
Довжина балки приблизно 4,46 км, найкоротша відстань між витоком і гирлом — 4,30 км, коефіцієнт звивистості річки — 1,04. Формується декількома струмками та загатами. На деяких ділянках балка пересихає.

## Розташування
Бере початок на північній стороні від села Червона Поляна. Тече переважно на південний захід через село Новоіванівку й у місті Жовті Води впадає в річку Жовту, ліву притоку річки Інгульця.